# U-Bahnhof Pontinha

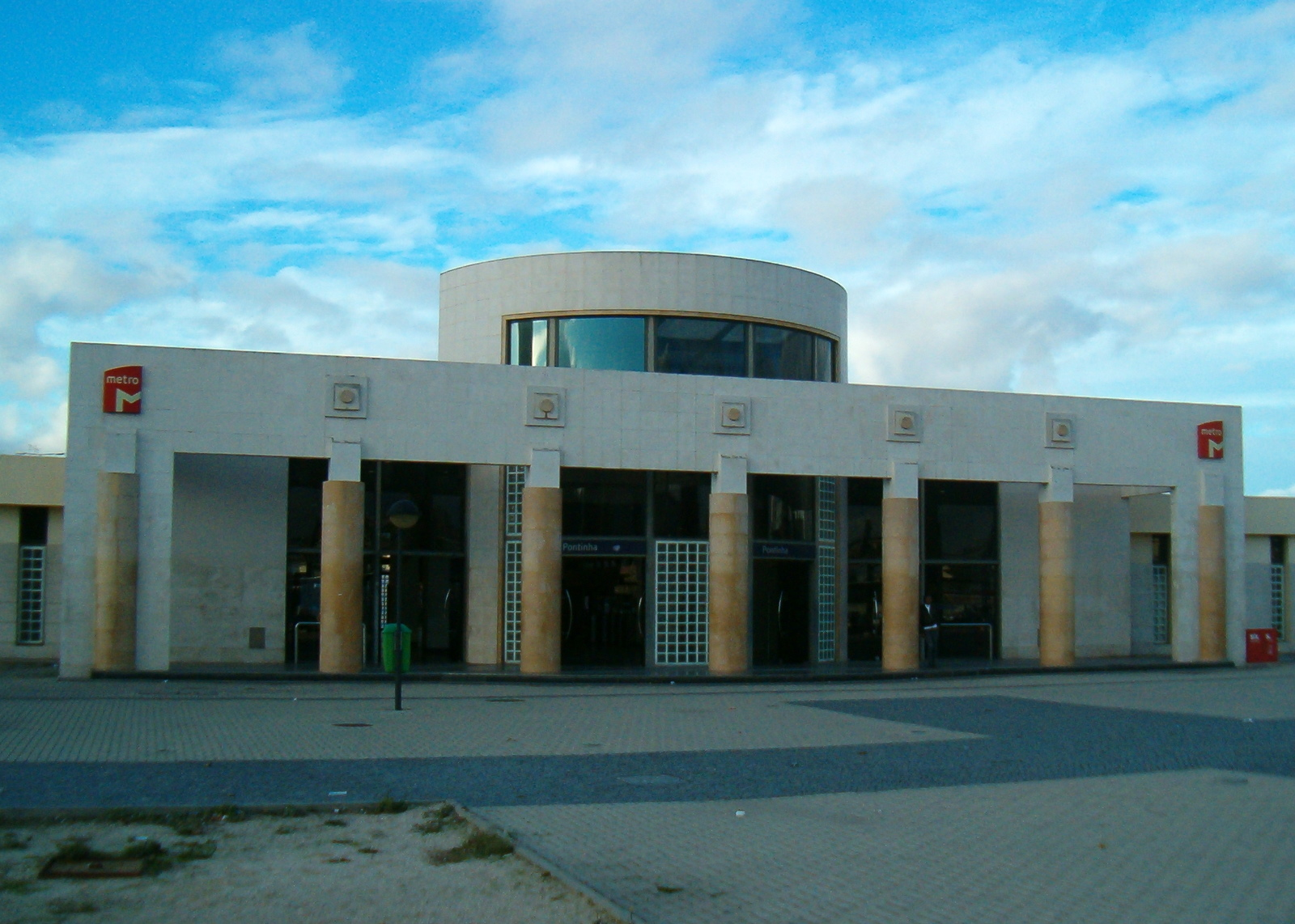
Zugangsgebäude des Bahnhofes

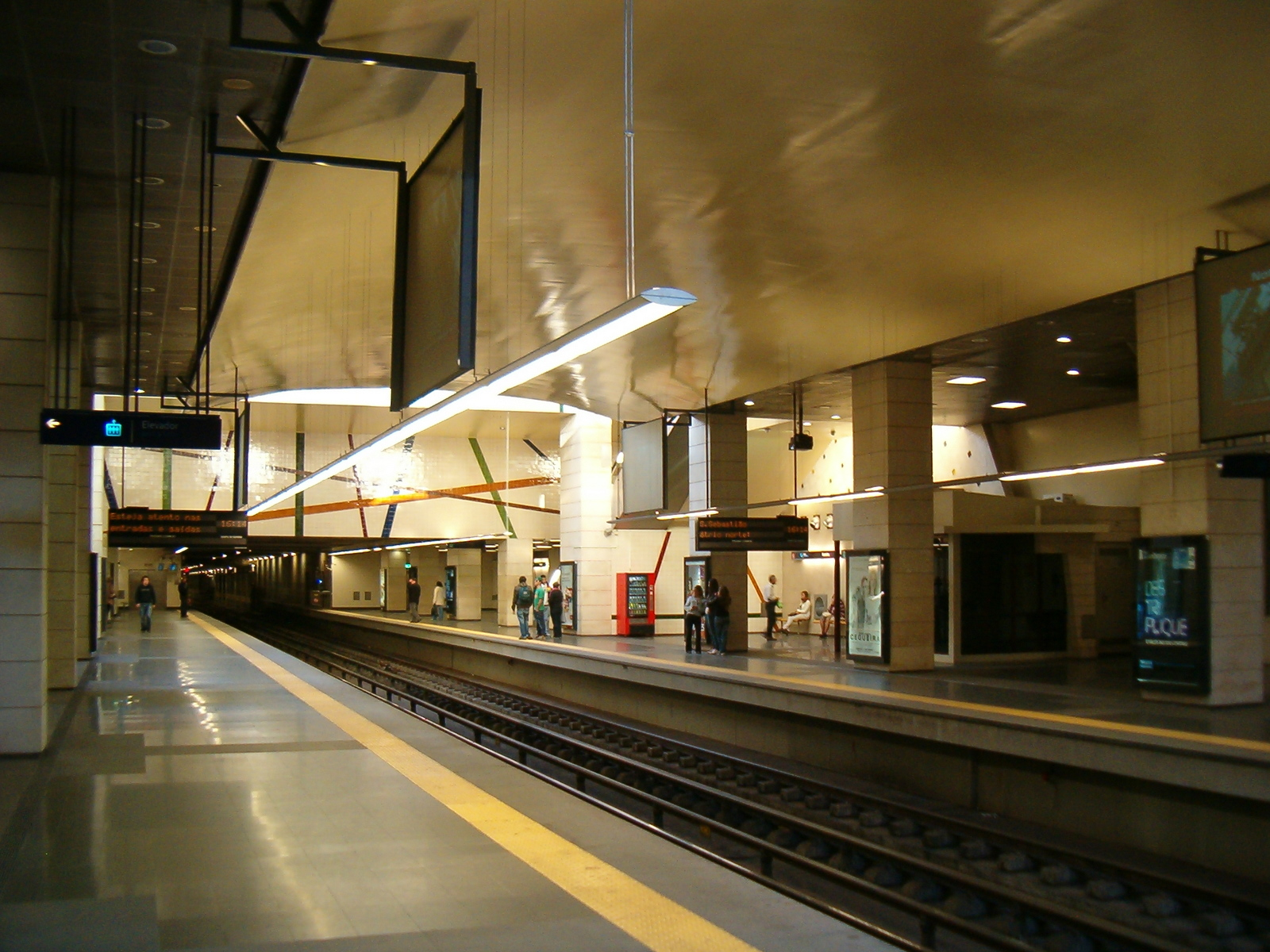
Blick auf die beiden Seitenbahnsteige

Pontinha ist ein U-Bahnhof der Linha Azul der Metro Lissabon, des U-Bahn-Netzes der portugiesischen Hauptstadt. Der Bahnhof befindet sich unter der Kreuzung der Estrada Militar à Pontinha mit der Estrada da Correia auf der Grenze zwischen der Lissabonner Stadtgemeinde Carnide und den benachbarten Vorstädten Amadora und Odivelas. Die Nachbarbahnhöfe sind Alfornelos und Carnide; der Bahnhof ging am 18. Oktober 1997 in Betrieb.

## Geschichte
Der U-Bahnhof Pontinha nahm am 18. Oktober 1997 als Teil des neu eröffneten Abschnittes Colégio Militar/Luz–Pontinha seinen Betrieb auf. Damit hatte die Metro Lissabons erstmals in ihrer Geschichte die Grenze der Stadt Lissabon erreicht.
Für den Entwurf des Bahnhofes zeigte sich Ana Nascimento verantwortlich, deren Ziel es war, eine sehr lichthelles Station zu schaffen. So führen die Fahrtreppen von den Seitenbahnsteigen direkt auf das Niveau der Straßenoberfläche und münden in ein großes Zugangsgebäude, in dem sich die Zugangssperren und Fahrkartenschalter befinden. Das Zugangsgebäude wird von Glas und Glasmosaiksteinen dominiert, sodass sehr viel Licht auf den Bahnsteig fällt. Der Bahnsteig erhielt mit dem Bau bereits zwei Aufzugsanlagen.
Jacinto Luís, der für die künstlerische Begleitung des Bahnhofes zuständig war, fertigte eine Serie von neun Gemälden an, die alle die Vergänglichkeit von Lebensmitteln zeigen sollen. Luís ist bekennender Anhänger des Hyperrealismus. Die Querwände des Bahnhofes werden hingegen von farbigen, überdimensionalen Linien dominiert, die Seitenwände von gleichmäßig angeordneten Quadraten.
Da sich der Bahnhof an der Grenze zwischen den Städten Lissabon (mit ihrer Gemeinde São Domingos de Benfica), Amadora und Odivelas befindet, ist dieser zu einem wichtigen Verkehrspunkt gewachsen. Südlich des Bahnhofes befindet sich ein größerer Busterminal, an dem zahlreiche Buslinien der Regionalbusgesellschaft Rodoviária de Lisboa sowie der Carris halten, sodass die bevölkerungsreichen Viertel vor allem im Norden des Bahnhofs einen Anschluss in Richtung Lissabon erhalten. Westlich des Bahnhofes entstand ein großer Park-and-Ride-Parkplatz.

## Verlauf
Am U-Bahnhof bestehen Umsteigemöglichkeiten zu den Buslinien der Carris und der Rodoviária de Lisboa.
| Linie | Verlauf |
| ----- | --- |
|       | Reboleira – Amadora Este – Alfornelos – Pontinha – Carnide – Colégio Militar/Luz – Alto dos Moinhos – Laranjeiras – Jardim Zoológico – Praça de Espanha – São Sebastião – Parque – Marquês de Pombal – Avenida – Restauradores – Baixa-Chiado – Terreiro do Paço – Santa Apolónia |